# John Romita senior

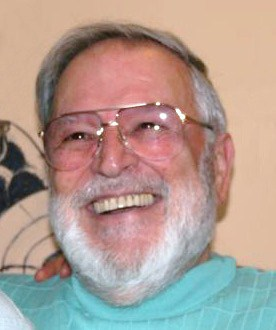
John Romita (2006)

John Romita senior (* 24. Januar 1930 in Brooklyn, New York; † 12. Juni 2023 in Floral Park, New York) war ein einflussreicher und bekannter Zeichner amerikanischer Comics. Er ist der Vater des Comic-Künstlers John Romita junior.

## Leben und Karriere
Sein erster Comic war eine romantische Geschichte für weibliche Leser und erschien 1949 im Verlag Eastern Colour. 1950 begann Romita mit der Arbeit für Marvel und zeichnete hier für verschiedene Serien. Den ersten Kontakt mit Superhelden erhielt er 1954 mit der Neuauflage von Captain America. 1957 verließ er Marvel, um bei DC erneut Geschichten für Mädchen zu zeichnen. DC stellte diese Serien 1965 ein und Romita kehrte wieder zu Marvel zurück und zeichnete für Serien wie Daredevil, Hulk und Dr. Strange.
Der Durchbruch gelang ihm, als er 1966 die Nachfolge von Steve Ditko als Zeichner von Spider-Man antrat. Mit Stan Lee als Autor schuf er durch seinen klaren Zeichenstil sehr erfolgreiche Comics. 1972 wurde Romita Art-Director bei Marvel. Der Erfolg von Spider-Man führte dazu, dass Mitte der 1970er Jahre auch Comicstrips veröffentlicht wurden. Die ersten Folgen zeichnete Romita gemeinsam mit seinem Sohn John, obwohl er die Zeichnungen für die Serie 1971 aufgegeben hatte.
2002 erhielt er für sein Gesamtwerk den Eisner Award.
Romita starb im Alter von 93 Jahren. Er hinterließ seine Ehefrau und zwei Söhne.